# Manel Nadal i Oller
Manel Nadal i Oller (Cassà de la Selva, 29 d'agost de 1923 - Girona, 17 d'octubre de 2017) va ser un empresari de la fusta, casat amb Montserrat Farreras i Forns, pare dels polítics Joaquim Nadal i Farreras i Manel Nadal i Farreras.

## Biografia
El seu avi era Francisco Oller i Martinell, empresari dels taps de suro que després d'una estada a França a causa de la fil·loxera tornà a Catalunya després de la I Guerra Mundial. Fill de Francisco, Joaquim Nadal i Vilallonga es casà amb Angèle Oller i Viader i tingueren vuit fills, el quart dels quals fou Manel Nadal i Oller. Els llibres Quan en dèiem xampany i Quan érem feliços, del periodista Rafel Nadal, retraten aquesta família.
Va estudiar als Hermanos de la Salle de Cassà del 1930 al 1934. Marxà de Cassà de la Selva a Girona a treballar als magatzems de fusta Farreras el 1939, amb disset anys, on conegué Montserrat Farreras i Forns, amb qui es va casar a l'Ermita de la Fosca. Van tenir dotze fills: Joaquim Nadal i Farreras, Pep, Nando, Jordi, Manel, Rafel, Maria Teresa, Jaume, Toni, Anna, Mercè i Elena.
El negoci de la fusta cresqué, es traslladà a la ronda Ferran Puig de Girona i després a Vilablareix, obrí magatzems al Baix Empordà. Va compaginar la indústria de la fusta amb el món forestal i la rehabilitació de finques rústiques. Per la seva tasca empresarial i la gestió forestal fou reconegut per l'Associació Espanyola d'Importadors de Fusta.
A la dècada del 1950 i 1960 tingué una important participació en diverses entitats, tot i que sempre fou distant a entrar en política. En aquest sentit, participà activament en moviments socials catòlics com Acció Catòlica, l'Escoltisme i més tard l'Opus Dei. El 2002 en una entrevista deia que «la religió ens ha ajudat molt a ser el màxim d'honrats i seriosos».